# Gallen-Nunatak
Der Gallen-Nunatak ist ein Nunatak im westantarktischen Marie-Byrd-Land. In den McCuddin Mountains ragt er 2,5 km nordwestlich des Putzke Peak auf der Südseite des Balchunas-Passes auf.
Der United States Geological Survey kartierte ihn anhand eigener Vermessungen und Luftaufnahmen der United States Navy aus den Jahren von 1959 bis 1965. Das Advisory Committee on Antarctic Names benannte den Nunatak 1974 nach Kevin P. Gallen (* 1946), diensthabender Offizier auf der Amundsen-Scott-Südpolstation im Jahr 1971.